# Секст Юлій Цезар (консул 157 до н. е.)
Секст Юлій Цезар (лат. Sextus Julius Caesar Postumus) — римський політичний діяч II століття до н. е.,  консул Римської республіки 157 року до н. е.

## Біографія
Секст Юлій Цезар походив патриціанської сім'ї з роду Юліїв, який грав неабияку роль в історії Риму з стародавніх часів. Був братом прадіда Гая Юлія Цезаря.
На посаді посла допомагав у звільненні Абдер в 169 до н. е.
У 165 році до н. е. Секст Юлій Цезар — курульний еділ; спільно з колегою Гнеем Корнелієм Долабеллою під час Мегалезійських ігор організував постановку п'єси «Свекруха» (лат. Hecyra) Публія Теренція Афра. П'єса була прийнята дуже холодно, в час 1-ї і 2-ї її постановок народ волів залишити театр і дивитися канатних танцюристів і гладіаторів.
Секста Юлія Цезара обрано консулом на 157 рік до н. е. спільно з колегою Луцієм Аврелієм Орестом.